# 萨图利亚乌帕齐拉
萨图利亚乌帕齐拉是孟加拉国达卡专区马尼格甘杰县的乌帕齐拉。

## 地理
萨图利亚位於北緯23.5925度，東經90.0231度。住戶計27,174戶；區域面積140.12平方公里。

## 人口統計
根據1991年孟加拉國人口普查，萨图利亚人口有140,215人，其中高於十八歲者有73,439人。男性佔總人口之49.84%；女性佔總人口之50.16%。萨图利亚之平均識字率為22%（只計算7歲以上之居民）